# Рауль Бенсауд
Рауль Бенсауд (фр. Raoul Bensaude, порт. Raúl Bensliman Aron Bensaúde; 22 січня 1866, Понта-Делгада, Азорські острови, Португалія — 25 жовтня, 1938, Париж, Франція) — французький лікар португальського єврейського походження, гастроентеролог, проктолог.

## Біографія
Його батько Жозе Амієль Бенсауд був португальцем єврейського походження, самоучкою, підприємцем, засновником тютюнової фабрики на Азорських островах. Був одружений з Ракель Бенсліман. Рауль мав двох старших братів — Альфредо, в майбутньому відомого мінералога, директора створеного ним інституту Вищої техніки (порт. Instituto Superior Técnico) в Ліссабоні та Жоакіма, морського інженера та історика, який зробив вагомий внесок в історію португальських морських відкриттів. Мав ще сестру Естер.
Як і його два старших брати, Рауль навчався у середній школі в Німеччині в Гамбурзі. Почав він вивчати медицину в Страсбурзі, де навчання йшло німецькою), але після успішного першого року все-таки вирушив продовжувати студіювати в Париж до Паризького університету. Закінчив 1891 року, був екстерном протягом 1891—1893 років, інтерном протягом 1893—1897 років. Захистив дисертацію під керівництвом професора Еміля Ашара. Дисертація Бенсауда про феномен аглютинації мікробів та її застосування до патології (серодіагностика) була відзначена нагородами Академії медицини та Медичного факультету. Ашар і Бенсауд першими вжили термін «паратифоїдні гарячки». Бенсауда запросили завідувати в тому році клінічною лабораторією в лікарні Святого Антонія (l'hôpital Saint Antoine). У 1902 році його було призначено керівником клініки в цій лікарні. Того ж року його було призначено для лікування спадкоємця престолу Португалії, який тоді жив у Парижі й захворів на черевний тиф. Відтоді він став лікарем, якого цінувала португальська громада Парижа. Він очолював консультаційний відділ у лікарні Святого Антонія протягом 1904—1911 років. Завдяки американському філантропу Луціусу Літтаверу Бенсауд створив перший відділ проктології у Франції, саме в лікарні Святого Антонія.
Помер 25 жовтня 1938 року в Парижі від раку.

## Наукові здобутки
Хоча симетричний аденоліпоматоз спочатку описав Броді в 1846 році, а потім Мадельгун у 1888 році, але його називають пухлиною Лауніса-Бенсауда, оскільки ці автори першими точно описали у 65 пацієнтів цю доброякісну пухлину з спадковим передаванням і пов'язали її з алкоголізмом.
Бенсауд був одним з перших, хто використав електрично освітлені ендоскопи для дослідження травного тракту, вдосконалив анусоскопи та ректоскопи. Він запровадив у Франції лікування геморою за допомогою склерозуючих ін'єкцій. Був прихильником використання субнітрата бісмуту для лікування багатьох захворювань шлунково-кишкового тракту. Сприяв розвитку рентгенологічних досліджень травної системи. Заснував французьку школу проктології.

## Основні наукові праці
- Le phénomène de l'agglutination des microbes et ses applications à la pathologie (Le sérodiagnostic) Thèse, Paris 1897.
- Examen clinique du sang, par Raoul Bensaude, Paris: J. Rueff, 1900.
- L'adéno-lipomatose symétrique à prédominance cervicale / Pierre Launois, R. Bensaude / St Dizier: impr. Thévenot , 1904.
- Le radiodiagnostic des sténoses du gros intestin, Paris: J. B. Baillière , 1917.
- Rectoscopie: Sigmoïdoscopie. Traité d'endoscopie recto-colique. Masson et Cie, Paris 1919, 1926. «Ouvrage couronné par l'Académie de médecine.»
- Traité des maladies de l'intestin vol.I-IV., Masson Paris, 1931, 1932, 1935, 1939.
- Les hemorroïdes & leur traitement, Paris: L'Expansion scientifique française , 1930.
- Cancer des colons, Paris: Masson , 1932.
- L'Actinomycose anorectale primitive, Paris, Masson, (1933). In-8°, 27 p.
- Le Cancer de l'anus, Paris: Masson, (1934).
- Les hémorroïdes et leur traitement. L'Expansion scientifique française, 1950.

## Сім'я
Одружився з Перл Розаліндою Гарріс у 1902 році. Мав старшого сина Жака Вольфа Гарріса. Молодший з їхніх синів, Альфред, був одним із засновником Французького товариства проктології в 1958 році. У сім'ї ще була дочка Елізабет. Онук Рауль-Жак Бенсауд також став гастроентерологом.